# La Joven Cuba
La Joven Cuba, spanisch für: Das Junge Kuba, ist ein Onlinemagazin für Blogs und Essays verschiedener kubanischer Autoren. In ihm werden politische und soziale Analysen unabhängig von der offiziellen Regierungspresse publiziert. Das Portal wurde 2010 gegründet.
Aufmerksamkeit erregte das Portal zum Beispiel durch verschiedene Interviews mit dem Intellektuellen Esteban Morales, der 2010 aus der Kommunistischen Partei austrat. 2012 veranstaltete La Joven Cuba ein nationales Treffen kubanischer Blogger, wo Probleme wie Internetzugang sowie freie Meinungsäußerung in Sozialen Medien und Blogs angesprochen wurden. Kurz danach wurde das Portal an der Universität von Matanzas blockiert. Ein Jahr später wurde die Blockade jedoch wieder aufgehoben.
Autoren, die für unabhängige Portale wie La Joven Cuba schreiben, müssen sich häufig diskreditierender Angriffe erwehren.